# Triumfetta tomentosa
Triumfetta tomentosa är en malvaväxtart som beskrevs av Wenceslas Bojer. Triumfetta tomentosa ingår i släktet triumfettor, och familjen malvaväxter. Inga underarter finns listade i Catalogue of Life.